# Santo Antônio do Tauá
Santo Antônio do Tauá là một đô thị thuộc bang Pará, Brasil. Đô thị này có diện tích 537,627 km², dân số năm 2007 là 24814 người, mật độ 46,15 người/km².